# Aleksey Abalmasov
Aleksey Abalmasov (em búlgaro:  Алексей Александрович Абалмасов, Barisov, Minsk, 20 de junho de 1980) é um velocista bielorrusso na modalidade de canoagem.

## Carreira
Foi vencedor da medalha de Ouro em K-4 1000 m em Pequim 2008 com os seus colegas de equipa Roman Petrushenko, Artur Litvinchuk e Vadim Makhnyov.